# Saliculture

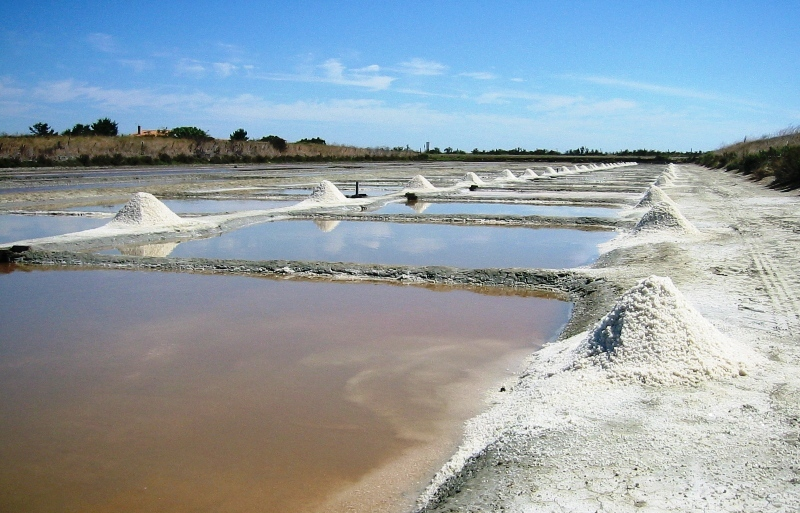
Marais salants, près de l’île de Ré.

La saliculture ou activité salicole est la production de sel alimentaire par cristallisation du sel présent dans l'eau de mer sous l'action du soleil.
Elle existe depuis très longtemps dans des endroits propices pour des raisons géographiques (zones littorales) et d'ensoleillement. Ces zones ont différentes appellations : salines (qui peuvent également désigner des mines de sel gemme), marais salants, marais salés, marais littoraux...
La diminution de la demande de sel alimentaire (à la suite notamment du développement de la conservation des aliments par réfrigération ou congélation, supplantant par exemple le salage pour la pêche à la morue) et l'augmentation des sources de sel concurrentes (mines de sel) ont entraîné le déclin continu de la saliculture, observé en France depuis le XVIIIe siècle mais également dans des pays où la main d’œuvre n'est pourtant pas coûteuse (par exemple à l'île Maurice). Des salines ont été partiellement reconverties en bassins pour la pisciculture (marais à poissons), l'ostréiculture (claires d'affinage), ou la pénéiculture.